# Josefina Tanganelli Plana
Josefina Tanganelli i Plana (Barcelona, 1904 - 19 d'abril de 1968) fou una il·lustradora, dibuixant i pintora catalana.
Formada a l'Escola de la Llotja i al Cercle Artístic de Sant Lluc, fou una dibuixant de traç tendre i suau, i humor innocent. Els seus treballs més coneguts van ser publicats sota el pseudònim Abel a la revista En Patufet, així com al suplement d'historietes d'aquesta mateixa publicació, el Virolet. Com a ninotaire, el seu estil estaria influenciat pels treballs d'Artur Moreno i Joan Junceda. Il·lustrà diverses narracions de Josep Maria Folch i Torres, com Les aventures del pobre Friquet de la Col·lecció Patufet (1930).
Des del 1931 es dedicà al cartellisme i a la pintura, i exposà a Barcelona, els EUA, el Canadà, Alemanya i Santo Domingo, on residí uns quants anys.
Va estar casada amb Josep Buigas Sans.